# No hasta mañana 2
No hasta mañana 2 är ett album av artisten Dree Low. Det är Dree Lows tredje album. Hans tidigare album var Jet som i France och No hasta mañana. Albumet släpptes 2019 via hans eget skivbolag Top Class Music. Albumet innehåller tio låtar, och gästas av Adel, 1.Cuz och Yasin.
Albumet gick in på andra plats på albumlistan och låg kvar på listan 53 veckor.

## Låtar på albumet
| Nr  | Titel                      | Längd | Notering |
| --- | -------------------------- | ----- | -------- |
| 1.  | På riktigt                 | 2:17  |          |
| 2.  | Vad är det                 | 3:05  |          |
| 3.  | Out of my face (med 1.Cuz) | 3:05  |          |
| 4.  | Kapabel (med Adel)         | 3:04  |          |
| 5.  | Akhi                       | 3:08  |          |
| 6.  | Fram (med Yasin)           | 3:27  |          |
| 7.  | Tider                      | 2:40  |          |
| 8.  | Så här                     | 2:24  |          |
| 9.  | Fall inte                  | 3:05  |          |
| 10. | Va                         | 2:58  |          |